# FK Spartak Lipník nad Bečvou

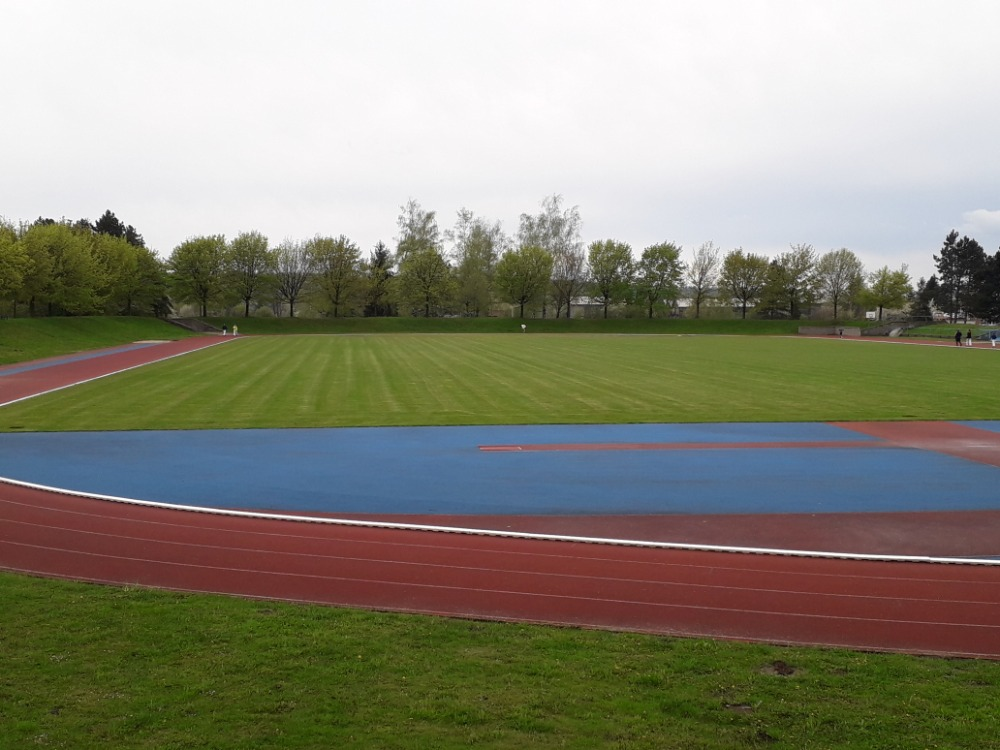
Hrací plocha s atletickou dráhou

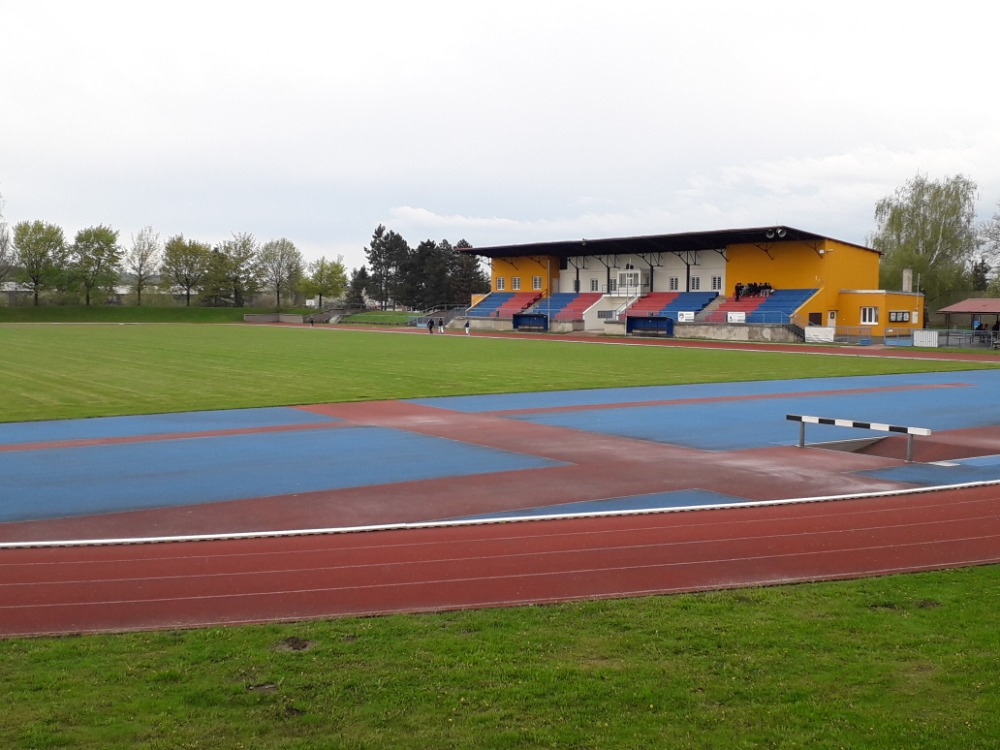
Tribuna stadionu Lipníku

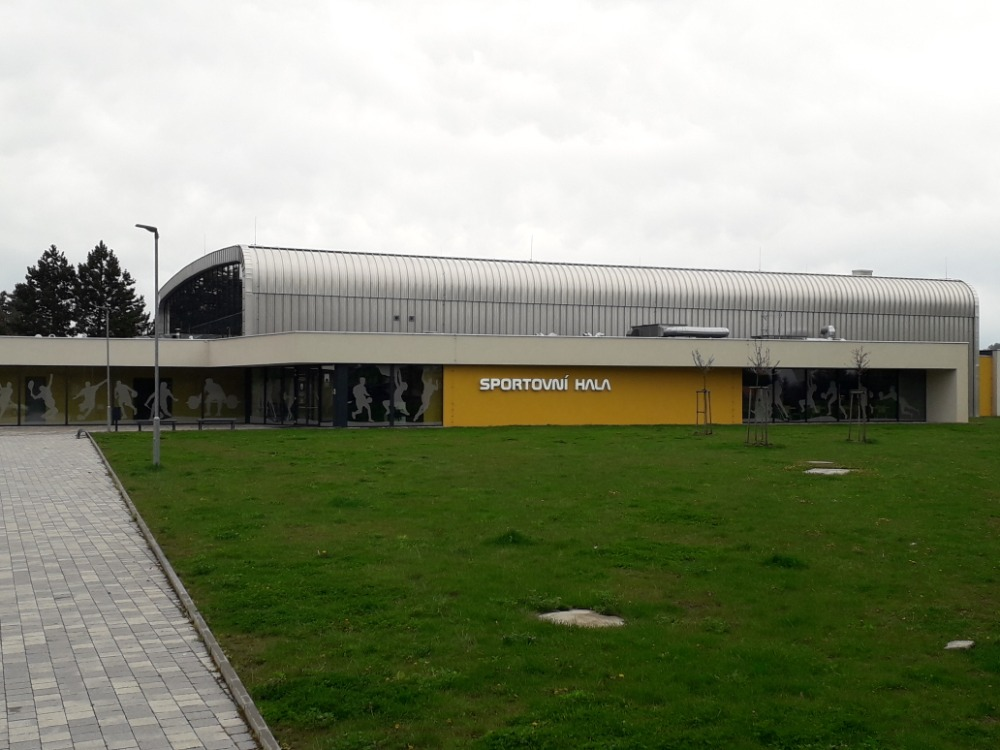
Sportovní hala v těsné blízkosti stadionu

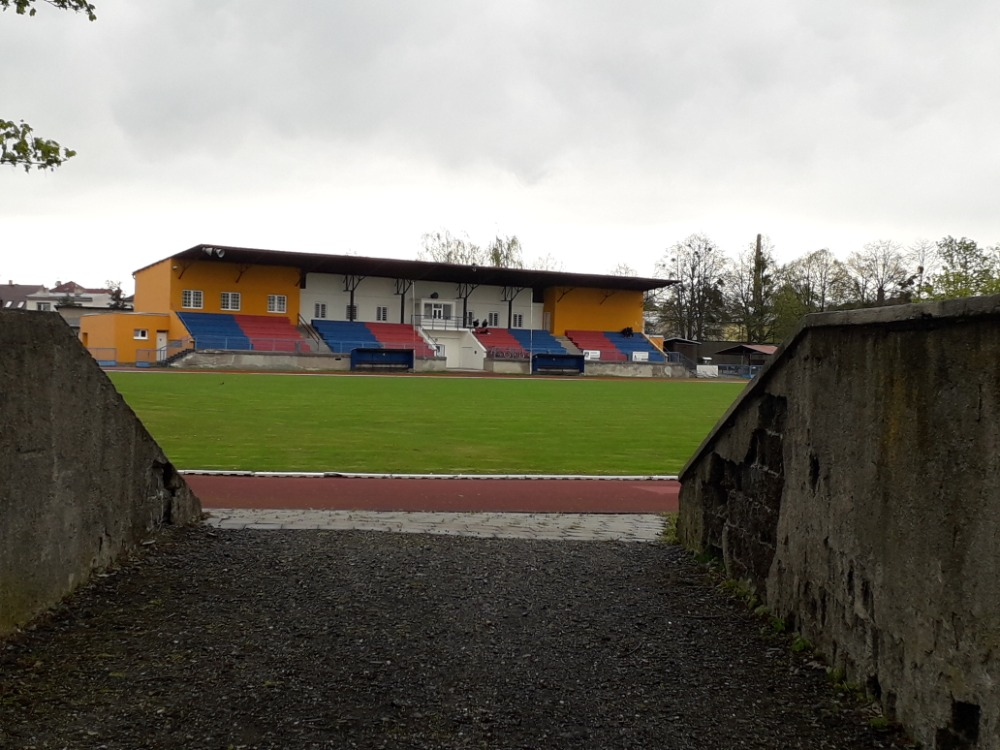
Stadion Lipník nad Bečvou

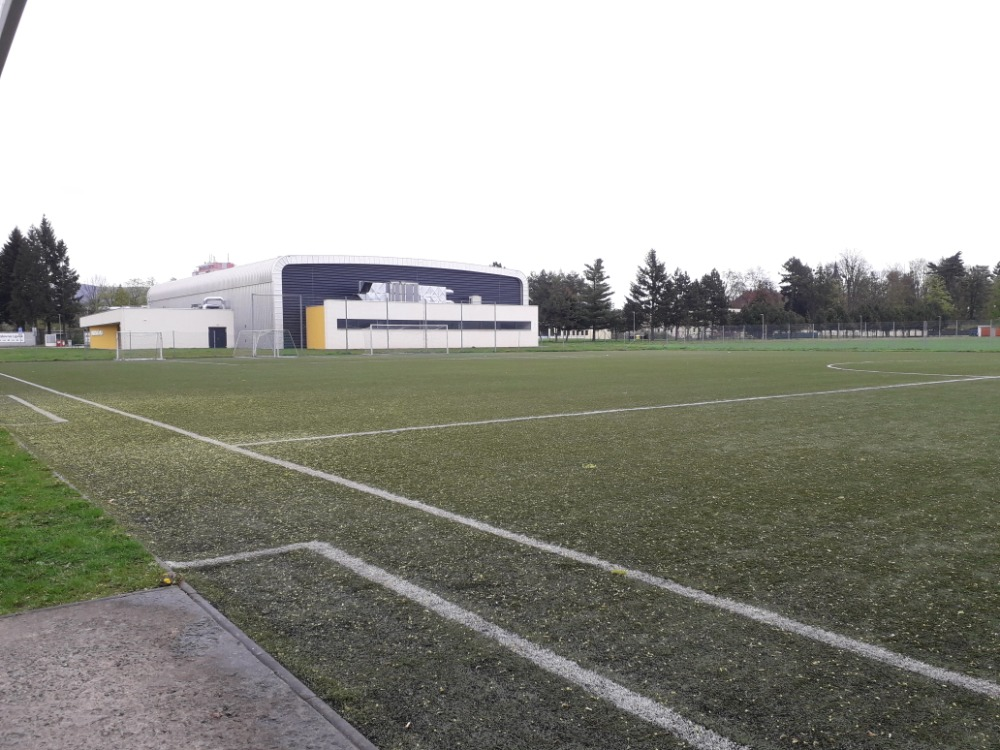
Umělá tráva Lipník nad Bečvou

FK Spartak Lipník nad Bečvou je český fotbalový klub z města Lipník nad Bečvou, který byl založen v roce 1935 pod názvem DSK Lipník nad Bečvou. Od sezony 2018/19 hraje I. A třídu Olomouckého kraje (6. nejvyšší soutěž).
Své domácí zápasy odehrává na stadionu v Lipníku nad Bečvou v ulici Boženy Němcové.

## Historické názvy
Zdroj: 
- 1935 – DSK Lipník nad Bečvou (Dělnický sportovní klub Lipník nad Bečvou)
- 1944 – SK Lipník nad Bečvou (Sportovní klub Lipník nad Bečvou)
- 1948 – Sokol TOS Lipník nad Bečvou (Sokol Továrny obráběcích strojů Lipník nad Bečvou)
- 1952 – TJ Spartak Lipník nad Bečvou (Tělovýchovná jednota Spartak Lipník nad Bečvou)
- 1992 – 1. FK Lipník nad Bečvou 1935 (První fotbalový klub Lipník nad Bečvou 1935)
- 1995 – sloučení s VTJ Lipník nad Bečvou do Spartak VTJ Lipník nad Bečvou (Spartak Vojenská tělovýchovná jednota Lipník nad Bečvou)
- 2013 – FK Spartak Lipník nad Bečvou (Fotbalový klub Spartak Lipník nad Bečvou)

## Umístění v jednotlivých sezonách
Zdroj: 
Stručný přehled
- 1963–1964: I. B třída Severomoravského kraje – sk. C
- 1992–1993: Hanácký župní přebor
- 1993–1994: I. A třída Hanácké župy – sk. B
- 1994–1997: Hanácký župní přebor
- 1997–1998: I. A třída Hanácké župy – sk. B
- 1998–2002: Hanácký župní přebor
- 2002–2004: Divize E
- 2004–2005: Divize D
- 2005–2006: Přebor Olomouckého kraje
- 2006–2010: I. A třída Olomouckého kraje – sk. B
- 2010–2011: Přebor Olomouckého kraje
- 2011–2017: I. A třída Olomouckého kraje – sk. B
- 2017–2018: I. B třída Olomouckého kraje – sk. A
- 2018–2024: I. A třída Olomouckého kraje – sk. B
- 2024–: I. B třída Olomouckého kraje – sk. A

Jednotlivé ročníky
Legenda: Z - zápasy, V - výhry, R - remízy, P - porážky, VG - vstřelené góly, OG - obdržené góly, +/- - rozdíl skóre, B - body, červené podbarvení - sestup, zelené podbarvení - postup, fialové podbarvení - reorganizace, změna skupiny či soutěže
| Československo (1963 – 1993) |                                           |        |    |    |       |    |     |     |      |    |        |
| Sezóny                       | Liga                                      | Úroveň | Z  | V  | R     | P  | VG  | OG  | +/−  | B  | Pozice |
| 1963/64                      | I. B třída Severomoravského kraje – sk. C | 5      | 22 | 5  | 5     | 12 | 32  | 53  | −21  | 15 | 11.    |
| ...                          |                                           |        |    |    |       |    |     |     |      |    |        |
| 1992/93                      | Hanácký župní přebor                      | 5      | 26 | 8  | 5     | 13 | 29  | 41  | −12  | 21 | 13.    |
| Česko (1993 – )              |                                           |        |    |    |       |    |     |     |      |    |        |
| Sezóny                       | Liga                                      | Úroveň | Z  | V  | R     | P  | VG  | OG  | +/−  | B  | Pozice |
| 1993/94                      | I. A třída Hanácké župy – sk. B           | 6      | 26 | 18 | 6     | 2  | 77  | 27  | +50  | 42 | 1.     |
| 1994/95                      | Hanácký župní přebor                      | 5      | 30 | 5  | 9     | 16 | 33  | 59  | −26  | 24 | 13.    |
| 1995/96                      | Hanácký župní přebor                      | 5      | 28 | 7  | 6     | 15 | 36  | 58  | −22  | 27 | 13.    |
| 1996/97                      | Hanácký župní přebor                      | 5      | 30 | 3  | 6     | 21 | 24  | 65  | −41  | 15 | 16.    |
| 1997/98                      | I. A třída Hanácké župy – sk. B           | 6      | 26 | 16 | 6     | 4  | 64  | 27  | +37  | 54 | 1.     |
| 1998/99                      | Hanácký župní přebor                      | 5      | 30 | 10 | 6     | 14 | 43  | 51  | −8   | 36 | 13.    |
| 1999/00                      | Hanácký župní přebor                      | 5      | 30 | 16 | 8     | 6  | 70  | 37  | +33  | 56 | 3.     |
| 2000/01                      | Hanácký župní přebor                      | 5      | 30 | 16 | 12    | 2  | 67  | 23  | +44  | 60 | 2.     |
| 2001/02                      | Hanácký župní přebor                      | 5      | 30 | 23 | 3     | 4  | 82  | 19  | +63  | 72 | 1.     |
| 2002/03                      | Divize E                                  | 4      | 30 | 11 | 7     | 12 | 55  | 44  | +11  | 40 | 8.     |
| 2003/04                      | Divize E                                  | 4      | 30 | 9  | 6     | 15 | 37  | 52  | −15  | 33 | 14.    |
| 2004/05                      | Divize D                                  | 4      | 30 | 4  | 5     | 21 | 23  | 68  | −45  | 17 | 15.    |
| 2005/06                      | Přebor Olomouckého kraje                  | 5      | 30 | 3  | 3     | 24 | 22  | 122 | −100 | 12 | 16.    |
| 2006/07                      | I. A třída Olomouckého kraje – sk. B      | 6      | 26 | 8  | 5     | 13 | 39  | 56  | −17  | 29 | 11.    |
| 2007/08                      | I. A třída Olomouckého kraje – sk. B      | 6      | 26 | 8  | 9     | 9  | 34  | 47  | −13  | 33 | 9.     |
| 2008/09                      | I. A třída Olomouckého kraje – sk. B      | 6      | 26 | 8  | 4     | 14 | 32  | 42  | −10  | 28 | 12.    |
| 2009/10                      | I. A třída Olomouckého kraje – sk. B      | 6      | 26 | 20 | 3     | 3  | 67  | 16  | +51  | 63 | 1.     |
| 2010/11                      | Přebor Olomouckého kraje                  | 5      | 30 | 6  | 10    | 14 | 36  | 54  | −18  | 28 | 15.    |
| 2011/12                      | I. A třída Olomouckého kraje – sk. B      | 6      | 26 | 12 | 1     | 13 | 41  | 47  | −6   | 37 | 9.     |
| 2012/13                      | I. A třída Olomouckého kraje – sk. B      | 6      | 26 | 11 | 6     | 9  | 56  | 39  | +17  | 39 | 4.     |
| 2013/14                      | I. A třída Olomouckého kraje – sk. B      | 6      | 22 | 9  | 2     | 11 | 30  | 35  | −5   | 29 | 7.     |
| 2014/15                      | I. A třída Olomouckého kraje – sk. B      | 6      | 26 | 13 | 3     | 10 | 55  | 46  | +9   | 42 | 5.     |
| 2015/16                      | I. A třída Olomouckého kraje – sk. B      | 6      | 26 | 10 | 2     | 14 | 54  | 51  | +3   | 32 | 9.     |
| 2016/17                      | I. A třída Olomouckého kraje – sk. B      | 6      | 26 | 3  | 1 / 1 | 21 | 36  | 81  | −45  | 12 | 14.    |
| 2017/18                      | I. B třída Olomouckého kraje – sk. A      | 7      | 26 | 21 | 1 / 0 | 4  | 100 | 33  | +67  | 65 | 1.     |
| 2018/19                      | I. A třída Olomouckého kraje – sk. B      | 6      | 26 | 15 | 1 / 3 | 7  | 65  | 39  | +26  | 50 | 2.     |
| ** 2019/20                   | I. A třída Olomouckého kraje – sk. B      | 6      | 14 | 7  | 2 / 1 | 4  | 35  | 31  | +4   | 26 | 6.     |
| ** 2020/21                   | I. A třída Olomouckého kraje – sk. B      | 6      | 9  | 6  | 0 / 0 | 3  | 25  | 12  | +13  | 18 | 5.     |
| 2021/22                      | I. A třída Olomouckého kraje – sk. B      | 6      | 24 | 7  | 6     | 11 | 55  | 59  | −4   | 31 | 9.     |
| 2022/23                      | I. A třída Olomouckého kraje – sk. B      | 6      | 26 | 5  | 3     | 18 | 32  | 104 | −72  | 18 | 14.    |
| 2023/24                      | I. A třída Olomouckého kraje – sk. B      | 6      | 26 | 5  | 3     | 18 | 28  | 103 | −75  | 18 | 13.    |
| 2024/25                      | I. B třída Olomouckého kraje – sk. A      | 7      | 26 | 8  | 4     | 14 | 46  | 68  | −22  | 28 | 9.     |

Poznámky:
- Od ročníku 2016/17 včetně se hraje v Olomouckém kraji tímto způsobem: Pokud zápas skončí nerozhodně, kope se penaltový rozstřel. Jeho vítěz bere 2 body, poražený pak jeden bod. Za výhru po 90 minutách jsou 3 body, za prohru po 90 minutách není žádný bod.

**= sezona předčasně ukončena v dubnu 2020 z důvodu pandemie covidu-19.